# Mirkovce
Mirkovce est un village de Slovaquie situé dans la région de Prešov.

## Histoire
Première mention écrite du village en 1320.

## Démographie

### Évolution de la population
| Année:               | 1994. | 2004.    | 2014.    | 2024.    |
| -------------------- | ----- | -------- | -------- | -------- |
| Nombre de personnes: | 798   | 1030     | 1274     | 1451     |
| Différence:          |       | +29,07 % | +23,68 % | +13,89 % |

| Année:               | 2023. | 2024.   |
| -------------------- | ----- | ------- |
| Nombre de personnes: | 1431  | 1451    |
| Différence:          |       | +1,39 % |